# Juan Soan de Gotó
Juan Soan de Gotó (Gotó, Japón; 1578 – Nagasaki, ibidem; 5 de febrero de 1597). Santo jesuita y mártir.

## Biografía
Bautizado por Luis de Almeida. A los 15 años pidió el ingreso en la Compañía de Jesús, no se le aceptó pero ingresó en la Escuela de Catequistas. Fue asignado como compañero del padre Pedro de Morecón, con él recorrió la isla de Scichi. Luego va a Osaka donde recibe la confirmación de manos del padre Pedro Martínez.
El 10 de diciembre de 1596 es detenido en Miyako junto con Pablo Miki y Diego Kasai. Se le obliga a trasladarse a Nagasaki, a 600 km de distancia, donde hace una confesión general con el padre Francisco Pasio. En Nagasaki fue crucificado con sus dos compañeros, los tres mueren cantando el Te Deum el 5 de febrero de 1597, con otros 23 miembros del grupo de los 26 mártires de Japón, clérigos y laicos.
Fue canonizado con san Pablo Miki y san Diego Kisai el 8 de junio de 1862 por Pío IX; los tres tienen su fiesta el 6 de febrero.